# ارمنستان در ۲۰۲۰
لیست زیر رویدادهایی است که در طی سال ۲۰۲۰ (میلادی) در ارمنستان اتفاق افتاده‌است.

## صاحب منصبان
- رئیس‌جمهور: آرمن سارگسیان
- نخست‌وزیر: نیکول پاشینیان

## رویدادها
- انتخابات عمومی جمهوری آرتساخ (۲۰۲۰)
- «بهبود جایگاه ارمنستان در فهرست کشورها». رادیو عمومی ارمنستان.
- «پل مجازی آغاز می شود ارمنستان و دره سیل». رادیو عمومی ارمنستان.
- «شرکت ارمنی پروانه دستگاه تنفس مصنوعی». رادیو عمومی ارمنستان.
- «مسابقه سرباز صلح بازی های ارتش در ارمنستان». رادیو عمومی ارمنستان.
- «آغاز خدمات پست دیجیتالی در ارمنستان». رادیو عمومی ارمنستان.

## درگذشتگان
- روبن شوگاریان
- ادمان آیوازیان
- یرواند ماناریان
- سرگئی آدیان
- هاکوب ترزان
- سامول گاسپاروف
- سامول گاسپاروف
- سدا ورمیشیوا
- مارات آلکسانیان
- پاتریک دوجیان